# Jean de La Bruyère
Jean de La Bruyère, född 16 augusti 1645 i Paris, död 10 maj 1696 i Versailles, var en fransk hovman och författare, som förebådade upplysningen. Han var ledamot av Franska akademien.

## Biografi
Född av borgerliga föräldrar, blev han advokat och erhöll 1673 som statens skattmästare i Caen en sinekur vilken tillät honom ett fritt och oberoende liv i huvudstaden. 1681 blev La Bruyère, kanske genom Jacques Benigne Bossuets protektion, lärare för "den store" Condés sonson, hertigen av Bourbon. Även sedan elevens uppfostran ansågs fullbordad (1686), stannade La Bruyère kvar i den furstliga familjen, bosatt än i Paris, än på Chantilly. 1693 invaldes La Bruyère efter mycket motstånd i Franska akademien, där han höll ett för den tiden genom sin ursprunglighet och självständighet synnerligen märkligt inträdestal. Under sin livstid utgav han Les Caractères, en essäsamling med porträtt över icke namngivna personer med drag av både nyckelroman och tendensroman. Efter hans död utgavs Dialogues sur le Quiétisme, som sades hade återfunnits i hans kvarlåtenskap.

## Författarskap
I mars 1688 utkom La Bruyères arbete Caractères; volymen inleddes av en "discours" över den antike skriftställaren Theofrastos. Första upplagan var anonym; den väckte ett utomordentligt, delvis skandalöst uppseende och hade en strykande åtgång: La Bruyère kunde utge ända till sju nya upplagor. Tvivelsutan var den ganska okritiskt verkställda översättningen endast en förevändning; bihanget var bokens både kärna och egentliga utgångspunkt. Också svällde det sedan ut till flera hundra sidor; antalet av La Bruyères egna "karaktärer", ursprungligen 386, steg till 1 118. La Bruyères mästerverk är snarast en samling maximer och porträtt. Genren var inte alls ny i fransk litteratur, före honom hade Michel de Montaigne skrivit Essais, Blaise Pascal Pensées och La Rochefoucauld Maximes; även med Molières typer har La Bruyères personager vissa, fastän svagare, mindre påtagliga beröringspunkter. 
Caractères maximer, silhuetter, porträtt, aforismer, situations- och sedemålningar, beskrivningar, apostrofer, som ibland även snuddar vid dialogformen, avlöser varandra i snabb och brokig följd. La Bruyère tycks ha skrivit ned sina observationer när det föll honom in, utan från början strängt fasthållen plan; hans sätt att annotera sina iakttagelser har jämförts med moderna romanförfattares metod. Med sin brist på organisk enhet har La Bruyères bok likväl ett slags systematisk uppställning: den är indelad i 16 paragrafer. Efter en inledning, som belyser ämnets doktrin, följer närmast nio kapitel, skildrande olika levnadsvillkor och typiskt utpräglade samhällsklasser med deras attribut. Av de närmast följande fyra kapitlen är två ("De rhomme" och "Des jugements") mer allmänmänskliga till innehållet: "De la mode" behandlar utmärkande besynnerligheter under hans samtid, och "De quelques usages" förebådar upplysningsfilosofernas kritiska destruktionsarbete och riktar sin udd mot samhällets radikala missförhållanden. De återstående avdelningarna rör sig om prästerskapet, den kyrkliga vältaligheten, fritänkarna och religionen i allmänhet. 
La Bruyères människouppfattning är på det hela taget influerad av aktuella företeelser och litterära mönster: egoismen
 är den främsta, för att inte säga enda, drivfjädern till handling; männen är brutala, lättsinniga och fåfänga, kvinnorna, med synnerligen få undantag, koketta, lögnaktiga och trolösa instinktvarelser. Hans samhällspsykologi har mera personlig färg, men är föga smickrande: hovet, varav "de store" är ett extrakt, regeras av krass egennytta och skenhelighet, "stadens" magnater av penningdyrkan. Landsbygden och bönderna, som han haft ytterst få tillfällen att iakttaga på närmare håll, lämnas nästan utan hänseende. Däremot är de ringaktade eller förtryckte borgarna (det sedermera så kallade "tredje ståndet") föremål för hans ständigt vakna medkänsla. Härtill bidrog troligen nedärvda sympatier. Men även andra omständigheter medverkade till hans "rousseauistiska" grämelse över bristen på social jämlikhet och till hans aggressiva yttranden om de privilegierade (det ryktbara "Je veux étre peuple"). 
Bland modellerna i Caractères återfinns med säkerhet inte bara hans egna diktarbröder (porträtten av La Fontaine och Corneille), utan även andra av hans mest ryktbara samtida (exempelvis Condé, Lauzun, Villeroy med flera); "le souverain" är en skönmålning av Ludvig XIV av Frankrike. Samtiden uppfattade "karaktärerna" i mångt och mycket som elaka personliga anspelningar, och olika försök att utleta porträttlikheter gav upphov till en mängd "tolkningsnycklar" (se särskilt Pierre Janet i "Revue des deux mondes", 1885) till arbetet, trots La Bruyères protester (framför allt i företalet till hans "Discours de reception"). Taine jämför La Bruyère med Balzac. Stilen går gärna ut på effekt, eller sensation. Han är spirituell i samma mening som Voltaire, och ironi är hans förhärskande stilistiska karakteristikon. Hans språk, vimlande av facktermer och rikt på såväl arkaismer som neologismer, är sällsynt mångskiftande. 
La Bruyères säregna, stora betydelse i franska litteraturens historia har bäst angetts med att han omdanar de stora klassikernas psykologiska realism till pittoresk och bildar övergång från Molière till Lesage. Han fick många efterföljare inom fransk och utländsk litteratur. Bland den svenska litteraturens författare har han utövat inflytande i synnerhet på Olof von Dalin ("Argus") och G.F. Gyllenborg (de tidigare satirerna, framför allt sedemålningarna och karakteristikerna i "Satir öfver mina vänner"). Caractères har översatts till de flesta europeiska språk, till svenska först av Abraham Sahlstedt 1764-1784.

## På svenska
- De La Bruyeres Caracterer eller sede-bilder af menniskor (översättning Abraham Sahlstedt, Stockholm, 1764-1784)
- Karaktärer och tidsbilder (översättning Erik Staaff, Natur och kultur, 1927)